# Chaintreaux
Chaintreaux ist eine französische Gemeinde mit 831 Einwohnern (Stand: 1. Januar 2022) im Département Seine-et-Marne in der Region Île-de-France. Sie gehört zum Arrondissement Fontainebleau und zum Kanton Nemours.

## Geographie
Chaintreaux liegt fünf Kilometer nordwestlich von Égreville und sieben Kilometer östlich von Souppes-sur-Loing.

### Nachbargemeinden
| Poligny           | Remauville | Lorrez-le-Bocage-Préaux |
| Souppes-sur-Loing | Kompass    | Égreville               |
| Dordives          | Bransles   |                         |

## Sehenswürdigkeiten

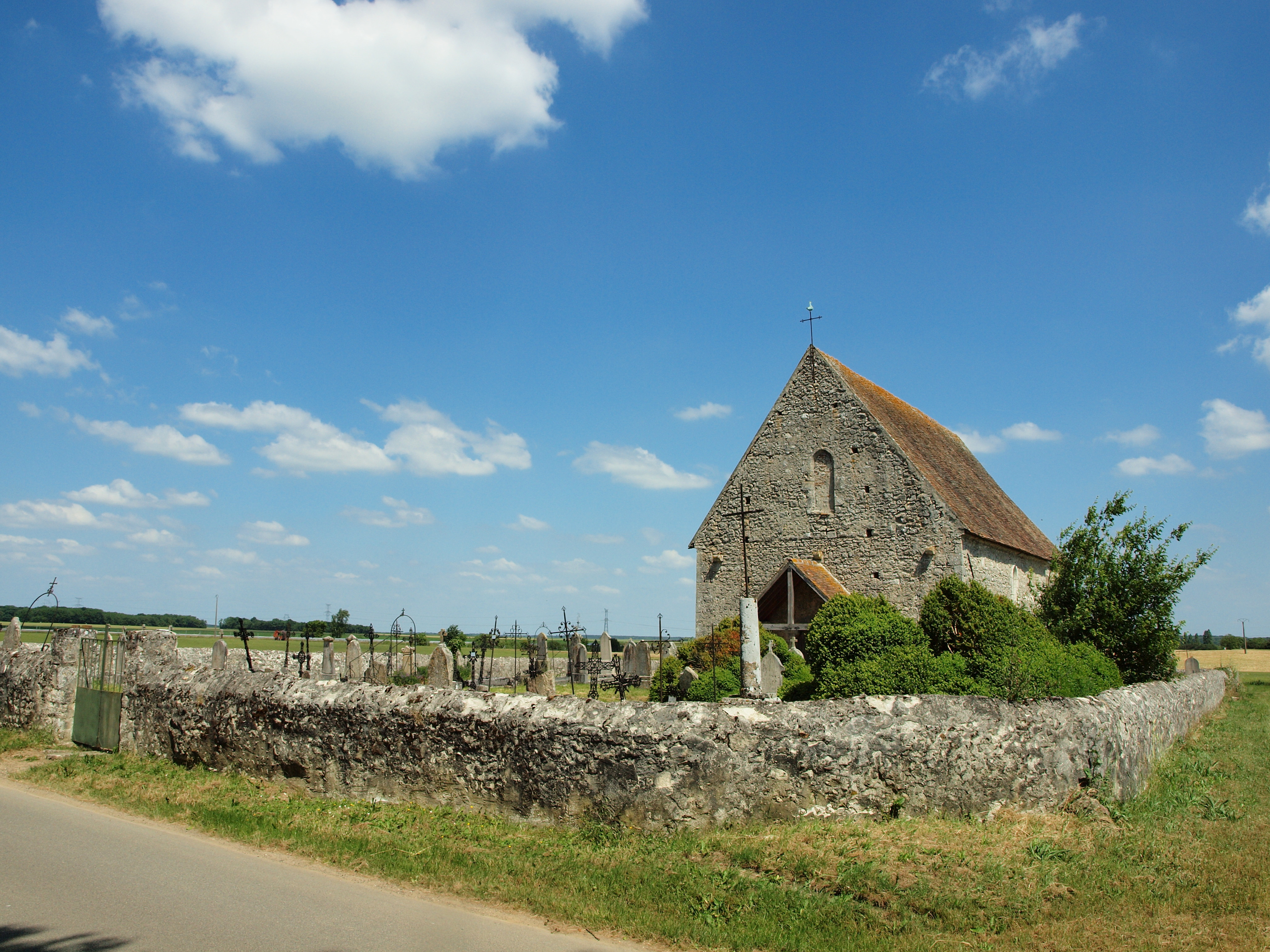
Kirche Saint-Eutrope im Ortsteil Lagerville
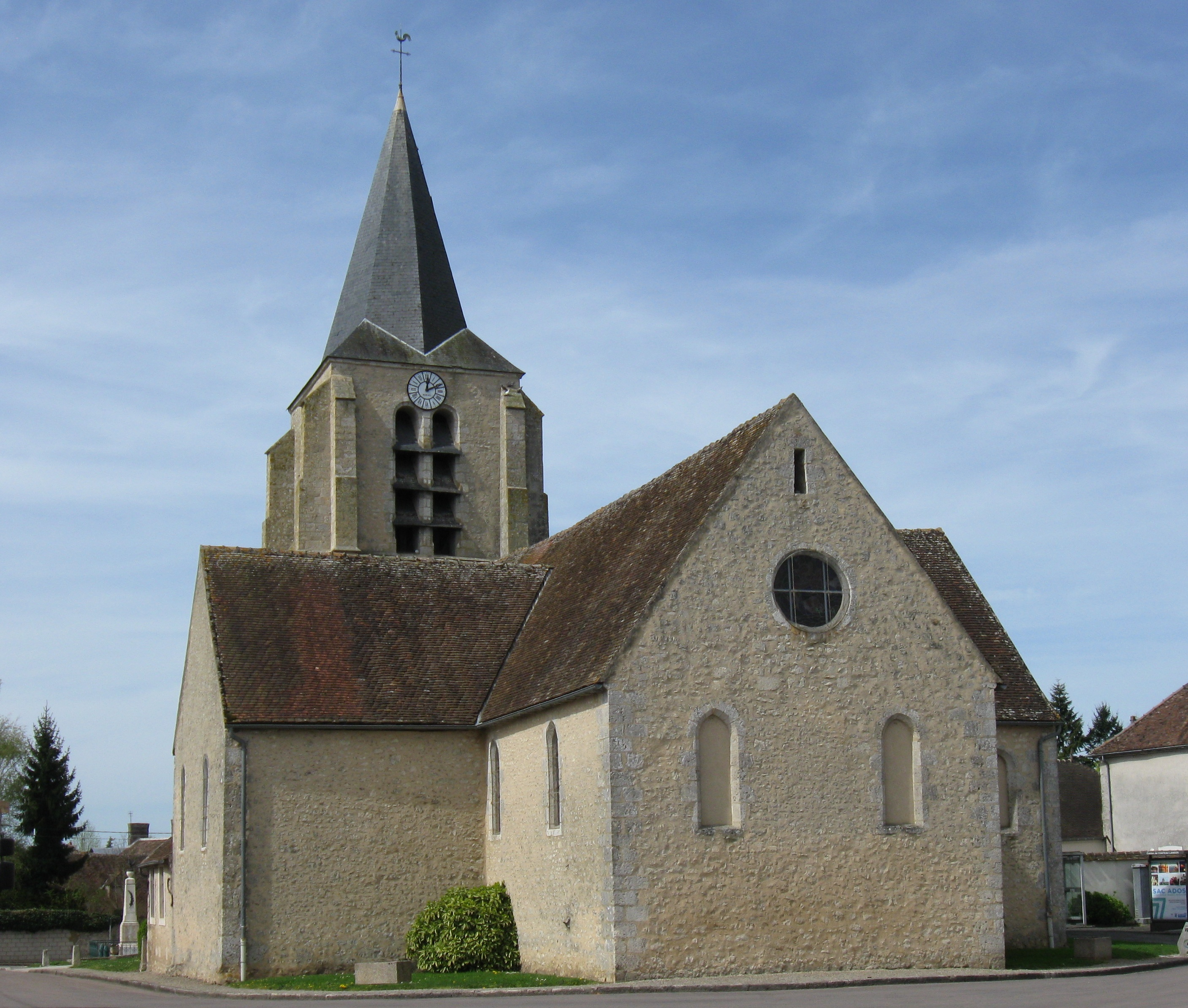
Kirche St. Peter-und-Paul
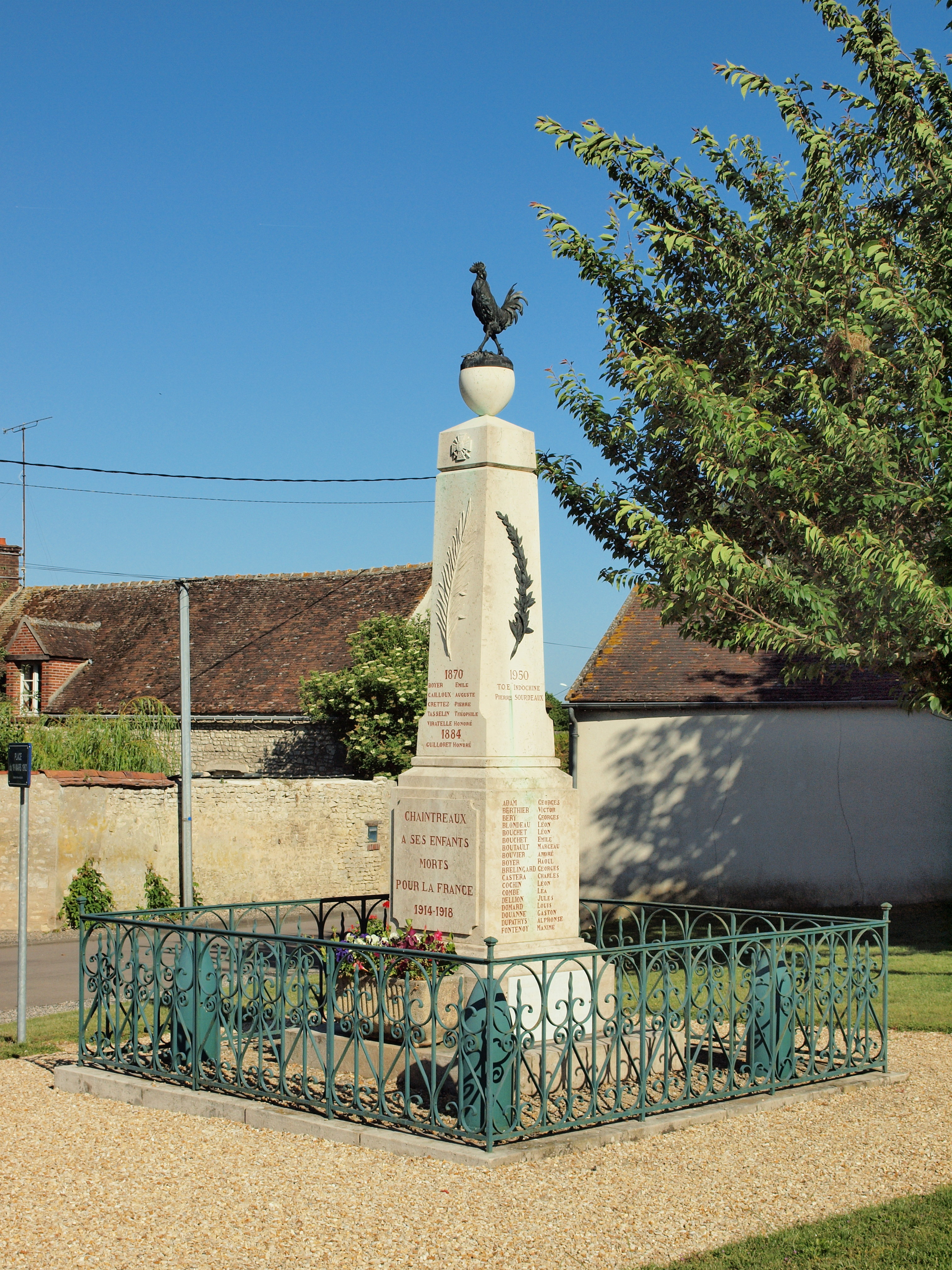
Kriegerdenkmal

- Kirche Saint-Eutrope
im Ortsteil Lagerville
- Kirche St. Peter-und-Paul
- Kriegerdenkmal